# Леонідівка (Бахмутський район)
Леоні́дівка — село Торецької міської громади Бахмутського району Донецької області, Україна. Населення становить 115 осіб. Відстань до Торецька становить близько 7 км і проходить автошляхом місцевого значення. Через село проходить залізниця, станція Оглядова.

## Історія
Леонідівка (також № 3), до 1917 — менонітське село на власній землі в Катеринославській губернії, Бахмутський повіт, Залізнянська/Сантуринівська волость; у радянський період — Сталінська/Донецька область, Дзержинський/Горлівський)/Залізнянський район. Засноване 1889 року на лівому березі річки Кривий Торець. Засновники з хортицьких колоній. Менонітська громада Нью-Йорк. Землі 1800 десятин. Початкова школа (1926). Мешканці: 209 (1911), 208 (1918), 466/426 німці (1926).
7 (20) листопада 1917 року, відповідно до Третього Універсалу Української Центральної Ради, увійшло до складу Української Народної Республіки.
У жовтні-листопаді 2024 село менш ніж за місяць було знищено обстрілами росіян в рамках битви за Торецьк. Двори й вулиці переорані ворожою артилерією. В селі ще залишаються мирні жителі, окупаційні війська це абсолютно не обходить .

## Населення
За даними перепису 2001 року населення села становило 115 осіб, із них 94,78 % зазначили рідною мову українську, 5,22 % — російську.